# Massimo Livi Bacci
Massimo Livi Bacci (Florencia, 9 de noviembre de 1936) es un político y profesor italiano experto en demografía y demografía histórica. 
Es profesor emérito en la Universidad de Florencia. Es autor, entre otros, del libro Introducción a la demografía. En 2006 fue elegido senador de la República de Italia en las filas del centro-izquierda. Más tarde, por el Partido Democrático, es elegido senador en 2008.

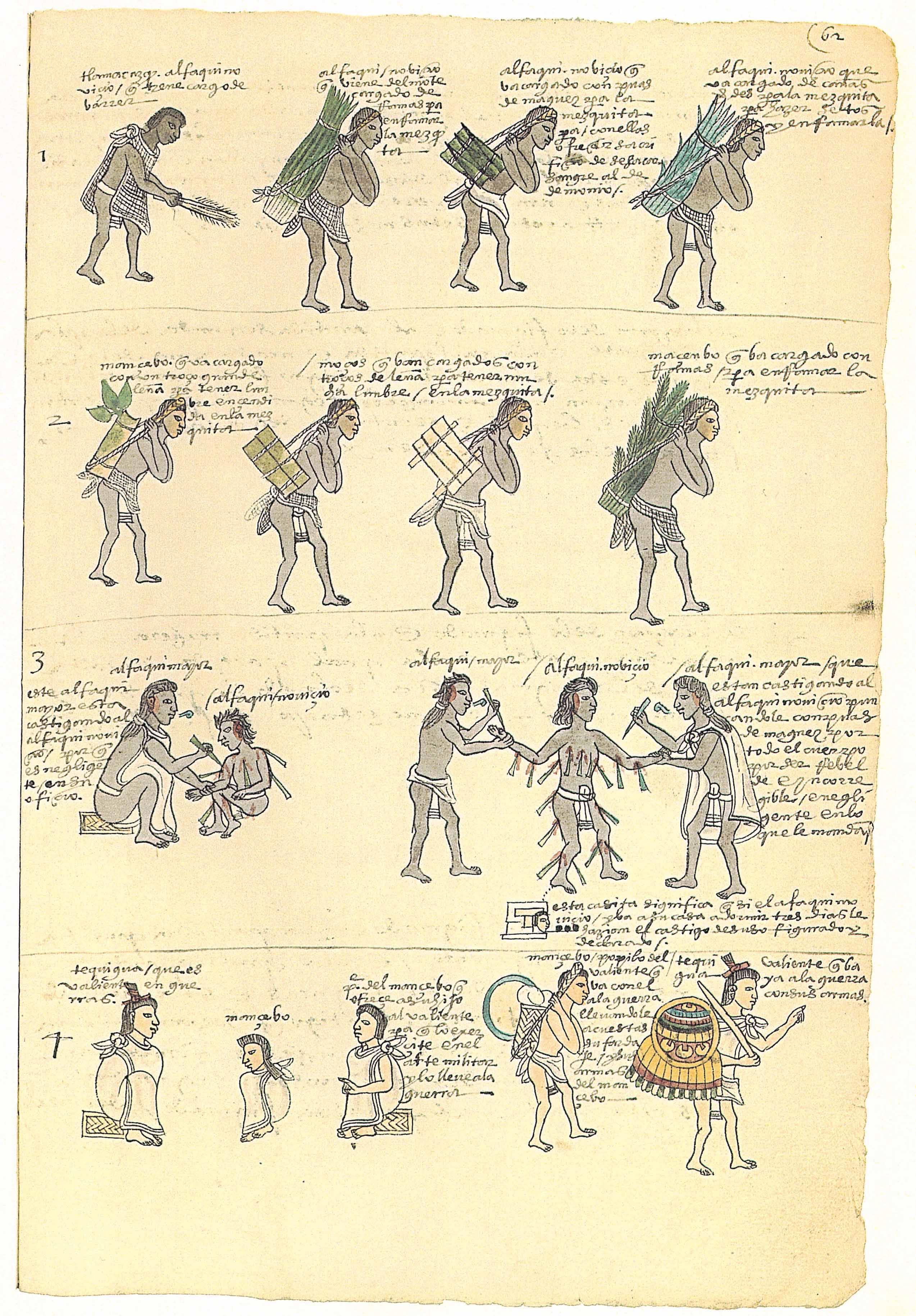
Folio 62 recto del Codex Mendoza o Códice Mendoza, mediados del .[//commons.wikimedia.org/wiki/Codex_Mendoza]
Una de las líneas de investigación de Livi Bacci son las poblaciones nativas de Iberoamérica después de la conquista, en el ámbito de la demografía histórica.

## Datos biográficos y académicos
Massimo Livi Bacci nació en Florencia el 9 de noviembre de 1936. Su padre Livio Livi, su abuelo Ridolfo Livi y su bisabuelo Carlos Livi fueron estudiosos en los campos de la estadística, la antropología y la psiquiatría.
Livi Bacci terminó sus Estudios Clásicos graduándose en el año 1960 en la Facultad de Ciencias Políticas "Cesare Alfieri" de la Universidad de Florencia. Fue luego a estudiar a la Universidad Brown en los Estados Unidos.
Comenzó su carrera académica en la universidad Universidad de Roma, para convertirse en profesor de demografía en la Universidad de Florencia en el 1966, donde enseñó en la Facultad de Ciencias Económicas y Ciencias Políticas "Cesare Alfieri". Pasó largos períodos tanto de formación como impartiendo enseñanzas en varios países americanos (EE. UU., México, Brasil) y en varios europeos.

## Investigaciones en demografía
Su labor científica se ha centrado en diversos aspectos de la demografía histórica y la demografía actual .
Bacci es partidario de un enfoque interdisciplinario de los estudios de población y considera que la expansión a otros campos, más allá de la demografía, pero desde ella, es esencial para obtener una explicación correcta de los grandes temas. 
Mantiene dos líneas de investigación: 
- Poblaciones nativas de Iberoamérica después de la conquista, investigación en el ámbito de la demografía histórica.
- Interacción entre los cambios demográficas y las políticas sociales.

Ha publicado numerosos libros, ensayos y artículos y dirigido grupos de investigación. Es cofundador de sociedades científicas, en colaboración con instituciones públicas y privadas, tanto nacionales como internacionales.

## IUSSP
De 1973 a 1993 fue el secretario general y presidente de la Unión Internacional para el Estudio Científico de la Población (International Union for the Scientific Study of Population) (IUSSP), sociedad científica de estudios demográficos reconocida en todo el mundo, desde entonces ha sido su presidente honorario. En este puesto era responsable de organizar y conferencias científicas por todo el mundo cada cuatro años: 1977 en México; 1981 en Manila; 1985 en Florencia; 1989 en Nueva Delhi; 1993 en Montreal; en 1997 colaboró en la conferencia preparatoria en Pekín.

## Actividad política
Es miembro del Senado de Italia por el Partido Democrático por la circunscripción de Toscana en la XV y XVI legislaturas.

### Puestos desempeñados en la legislatura XV
- Miembro de la III comisión permanente de Asuntos Exteriores y Emigración (4 de diciembre de 2007 - 28 de abril de 2008)
- Miembro de la XI comisión permanente de Trabajo y Previsión Social (6 de junio de 2006 - 3 de diciembre de 2007)
- Miembro de la comisión especial para la tutela y promoción de los Derechos Humanos (8 de octubre de 2007 - 28 de abril de 2008)
- Miembro suplente de la delegación parlamentaria italiana para la Asamblea del Consejo de Europa (de 26 julio al 26 de septiembre de 2006)
- Miembro suplente (secretario) de la delegación parlamentaria italiana para la Asamblea del Consejo de Europa (27 de septiembre de 2006 - 28 de abril de 2008)
- Miembro suplente de la delegación parlamentaria italiana para la Asamblea de la Unión Europea occidental (26 de julio de 2006 - 28 de abril de 2008)

### Puestos desempeñados en la legislatura XVI
- Miembro de la III commisión permanente de Asuntos Exteriores y Emigración
- Miembro de la comisión especial para la tutela y promoción de los Derechos Humanos
- Miembro del comité parlamentario Schengen, Europol e Inmigración

## Premios y reconocimientos
- Doctor honoris causa por la Universidad de Lieja.
- 1985 - Accademico dei Lincei[6]
- 1999 - Doctor honoris causa por la Universidad Complutense de Madrid.[7]
- 2001 - Premio Invernizzi de Economía.[8]
- 2004 - Miembro de la American Philosophical Society.[9]
- 2006 - Premio Nacional Literario Pisa con el ensayo Conquista. La distruzione degli indios americani.[10]

## Publicaciones de Massimo Livi Bacci
La bibliografía, incompleta, de Livi Bacci es la siguiente:

### Libros
En español
- 1990 - La cuestión demográfica (con Lorenzo Del Panta), Oikos-Tau, ISBN 978-84-281-0694-8
- 1991 - Inmigración y desarrollo: comparación entre Europa y América, Fundación Paulino Torras Domenech, ISBN 978-84-88130-01-3
- 1993 - Introducción a la demografía, Ariel, ISBN 978-84-344-6573-2 -2007-(Vista en Google Books)
- 1998 - Ensayo sobre la historia demográfica europea: población y alimentación en Europa, Editorial Ariel, ISBN 978-84-344-6560-2
- 1999 - Historia de la población europea, Crítica, ISBN 978-84-7423-916-4
- 2006 - Los estragos de la conquista: quebranto y declive de los indios de América (2005), Editorial crítica, 978-84-8432-785-1
- 2007 - Introducción a la demografía, Ariel, ISBN 978-84-344-6573-2 (Vista en Google Books)
- 2009 - Historia mínima de la población mundial, Crítica (2000), ISBN 978-84-9892-005-5
- 2011 - Historia mínima de la población mundial (nueva ed. ampliada y actualizada) Ariel , ISBN 978-84-344-7048-4

En italiano
- 1981 - Introduzione alla demografia, Loescher Editore, Torino (Ver en Scribd (enlace roto disponible en Internet Archive; véase el historial, la primera versión y la última).)
- 1989 - Storia minima della popolazione del mondo
- 1993 - Popolazione e alimentazione. Saggio sulla storia demografica europea - Il Mulino
- 1993 - La popolazione nella storia d'Europa - Il Mulino
- 2005 - Storia minima della popolazione del mondo - Il Mulino
- 2005 - Conquista. La distruzione degli indios americani - Il Mulino

En inglés
- 1977 - History of Italian Fertility During the Last Two Centuries
- 1991 - Population and nutrition: an essay on European demographic history (1987), Cambridge University Press, UK
- 2002 - A concise history of world population (1989), Blackwell Publisher Ltd, Oxford, UK, 3ª ed.
- 2009 - El Dorado in the marshes: gold, slaves and souls between the Andes and the Amazon, Polity Press
- 2017 - A concise history of world population, Wiley Blackwell.

### Artículos
- 1994 - Pobreza y población Archivado el 27 de diciembre de 2013 en Wayback Machine., Disertación para la Conferencia Internacional sobre la Población y el Desarrollo, El Cairo
- 2003 - Las múltiples causas de la catástrofe: consideraciones teóricas y empíricas, Revista de Indias, ISSN 0034-8341, Vol. 63, N.º 227, 2003, pags. 31-48.
- 2006 - The Depopulation of Hispanic America after the Conquest, 2006, Population and Development Review
- Artículos de Massimo Livi Bacci, en Scholar Google-Google académico